# John Isaacs
John William Isaacs (ur. 15 września 1915 w Panamie, zm. 26 stycznia 2009 w Nowym Jorku) – amerykański koszykarz, jamajsko-panamskiego pochodzenia, występujący na pozycji obrońcy, członek Koszykarskiej Galerii Sław.
W 1935 doprowadził swoją szkolną drużynę do mistrzostwa Nowego Jorku szkół średnich (New York City High School Basketball Championship). Został wtedy zaliczony do składu All-City.
Jego ojciec był Jamajczykiem, a matka Panamką. Dorastał w nowojorskim Harlemie, mówił płynnie po angielsku i hiszpańsku.

## Osiągnięcia
Drużynowe
- 2-krotny zwycięzca turnieju World Professional Basketball (1939, 1943)[1]

Indywidualne
- Zaliczony do:
  - Koszykarskiej Galerii Sław im. Jamesa Naismitha (2015 – Naismith Memorial Basketball Hall Of Fame)
  - II składu turnieju World Professional Basketball (1943)[1]